# Val Thorens
Val Thorens is een wintersportoord in het departement Savoie in Frankrijk. Het is het hoogste skiresort in Europa en ligt rond de 2300 meter hoogte in de Franse Alpen.
Val Thorens is onderdeel van het skigebied Les Trois Vallées en ligt in dezelfde vallei als Les Menuires, de vallei van Belleville. Samen met Les Menuires, Saint-Martin de Belleville, Meribel, La Tania en Courchevel wordt een van de grootste aaneengesloten skigebieden van de wereld gevormd. Het complete gebied bestaat uit meer dan 650 kilometer geprepareerde pistes, waardoor zowel beginnende als gevorderde skiërs er terechtkunnen.
Val Thorens en een groot deel van het skigebied liggen boven de boomgrens. Er zijn vele mogelijkheden voor off-piste skiën. Daarnaast is er een snowboardpark met onder andere een grote halfpipe.
Het dorp bestaat uit veel (hoge) appartementengebouwen. Aan de appartementengebouwen zijn diverse (kleinere) chalets gebouwd. Er is een bouwverbod afgekondigd voor grote appartementengebouwen, om de "sky-line" van het dorp te verbeteren. Het dorp heeft twee "centrale" gedeelten met diverse winkels (het lage en hoge gedeelte van het dorp). Daarnaast zijn er diverse restaurants en cafés.
Om zich te onderscheiden en een breder publiek te kunnen bedienen, is er ook een groot overdekt sportcomplex met zwembad. Tevens is in 2006 een bowlingbaan aangelegd, zodat men zich op dagen met slecht weer ook kan vermaken. Voor gezinnen met kleine kinderen zijn diverse mogelijkheden voor kinderopvang en andere kinderactiviteiten.
Eind april wordt hier het wintersportseizoen afgesloten met de zogeheten "Dutch Week". In het begin van het seizoen (medio december) wordt onder andere de Boarderweek georganiseerd.

## La Tyrolienne
La Tyrolienne is een tokkelbaan van 1300 meter lang, van Orelle op een hoogte van 3230 meter naar Val Thorens op een hoogte van 3000 meter (alleen in die richting, gezien de aandrijving door de zwaartekracht), en tot 250 meter hoog boven de grond. De snelheid kan oplopen tot boven de 100 km/uur. Men zit in een tuig dat hangt aan een kabel. Aan het eind is er een remmechanisme.

## Wielrennen
Val Thorens was twee keer etappeplaats in de wielerkoers Ronde van Frankrijk. In 1994 won de Colombiaan Nélson Rodríguez er een bergetappe. In 2019 won de Italiaan Vincenzo Nibali in Val Thorens.